# NGC 5438
NGC 5438 (NGC 5446) je eliptična galaktika u zviježđu Volaru. Naknadno je utvrđeno da je NGC 5446 ista galaktika.

## Vanjske poveznice
- (engl.) SEDS: NGC 5438
- (engl.) Revidirani Novi opći katalog
- (engl.) Izvangalaktička baza podataka NASA-e i IPAC-a
- (engl.) Astronomska baza podataka SIMBAD
- (engl.) VizieR
- DSS-ova slika NGC 5438  Arhivirana inačica izvorne stranice od 8. ožujka 2016. (Wayback Machine)